# Вірменське радіо
Вірменське радіо — один з головних персонажів радянських анекдотів, особливо в 1960-70-ті роки. Як правило, анекдоти з цієї серії починаються словами: «Питання Вірменському радіо» або «Вірменське радіо питають …», після чого йде досить буденне питання і парадоксальна або навіть абсурдна відповідь, з неабиякою часткою сатири на «реалії радянського життя».
Поштовхом до поширення анекдотів саме про вірменське радіо вважається нібито сказана одним з його дикторів фраза: «У капіталістичному світі людина експлуатує людину, а в соціалістичному — навпаки.»
З цими анекдотами пов'язаний ось такий казус:

«Не пам'ятаю точно, чи то наприкінці шістдесятих, чи то на початку сімдесятих у Москві, у Колонному залі Будинку Союзів проходила Всесоюзна конференція працівників радіо і телебачення. Головуючий оголосив: „Слово надається представнику Вірменського радіо“. У залі стояв такий регіт, що бідному представнику вірменського радіо так і не дали слова сказати.»
Оригінальний текст (рос.)
Не помню точно, то ли в конце шестидесятых, то ли в начале семидесятых в Москве, в Колонном зале Дома Союзов проходило Всесоюзное совещание работников радио и телевидения. Председательствующий объявил: «Слово предоставляется представителю Армянского радио». В зале стоял такой хохот, что бедному представителю армянского радио так и не дали слова сказать.
— Йосип Раскін, "Енциклопедія хуліганствуючого ортодоксу"
Анекдоти про вірменське радіо не складають єдиного циклу, оскільки слова «вірменське радіо запитують» можна прибрати без завдання шкоди анекдоту. Більшість цих жартів зустрічаються і в інших варіантах. Тільки анекдоти на специфічну вірменську тематику можна вважати такими, що безумовно належать до цієї рубрики.
Тема «вірменського радіо» досі має місце в нових анекдотах.

## Приклади
Кілька типових анекдотів про вірменське радіо: Вірменське радіо запитують…

— Чи правда, що шахіст Петросян виграв у лотерею тисячу карбованців?

— Правда, тільки не шахіст Петросян, а футболіст «Арарату» Акопян, і не тисячу, а десять тисяч, і не карбованців, а доларів, і не в лотерею, а в карти, і не виграв, а програв.

— Що необхідно, щоб «Арарат» виграв чемпіонат СРСР?

— Мунтян, Поркуян і ще дев'ять киян.

— Яке місто найкрасивіше у світі?

— Звичайно ж Єреван!

— А що буде, якщо на Єреван впаде атомна бомба?

— Баку теж гарне місто.

— Ленін та Сталін встановили радянську владу в країні, але комунізм так і не побудували. У чому справа, де тут криється помилка?

— Ленін та Сталін робили все правильно, за винятком однієї маленької помилки: вони пристойних людей перетворили на «кримінальників», а кримінальників зробили «пристойними людьми».

— Чи добре у Вірменії з м'ясом?

— З м'ясом у Вірменії добре, а от без м'яса дуже погано!

— У програмі КПРС написано, що до кінця поточної п'ятирічки кожна радянська сім'я буде забезпечена окремою квартирою, до кінця наступної п'ятирічки в кожної сім'ї буде холодильник, ще через п'ять років — телевізор, а до побудови комунізму в кожної сім'ї буде вертоліт. Питається: навіщо вертоліт?

— А от ви уявіть собі, наприклад, що де-небудь в Одесі або Воронежі в продаж раптом викинули копчену ковбасу ….

## Вірменське радіо в інших країнах
Свого часу широкому поширенню анекдотів про вірменське радіо на території як східної, так і західної Європи послужив журнал «Супутник»: його видавали в СРСР багатьма європейськими мовами з 1967 року, він мав служити в тому числі пропагандою відкритості та вільнодумства радянської держави. Демонстрація радянського вільнодумства в цьому журналі була настільки широкою, що в 1988 журнал заборонили на території НДР.
У німецьких анекдотах радіо називають «Радіо Єреван» (нім. Radio Eriwan). Питання ж, на відміну від російської версії, носять практично виключно політичний характер. Відповіді вірменського радіо завжди починаються з фрази «У принципі так/ні…» (Im Prinzip ja/nein…), за якою слідує пояснення. Наприклад:

Питання до «Радіо Єреван»:

— Чи правда, що в Радянському Союзі кукурудза росте як телеграфні стовпи?

— У принципі так, але вона не така міцна і не така висока, просто росте так само далеко одна від одної.

Є болгарські анекдоти, в яких «Радіо Єреван» проводить діалог з іншим радіо. Співрозмовником у наступному прикладі є «Радіо Париж»:

Р. Є.: Яка жінка є моральною?

Р. П.: Моральною є жінка, в якої є один чоловік і один коханець.

Р. Є.: Але це — неморальна жінка!

Р. П.: Ні, у неморальної жінки є один чоловік і декілька коханців.

Р. Є.: Але це — пропаща жінка!

Р. П.: Ні, у пропащої жінки немає ні чоловіка, ні коханця.

Р. Є.: Ви говорите про самотню жінку.

Р. П.: Ні, у самотньої жінки є чоловік і немає коханця.

## Цікаві факти
- У фільмі «Найчарівніша і найпривабливіша» персонажі Олександра Абдулова і Леоніда Куравльова розповідають у поїзді анекдоти, один з яких був пов'язаний з вірменським радіо. Дівчина, до якої вони намагалися залицятися, відповіла на просте запитання, на що один із персонажів заявив: «Якби ця задача так просто вирішувалася — вірменське радіо цим би не займалося[3].»
- На початку 2000-х років на «Русском радіо» виходило шоу «Нове вірменське радіо» колишньої команди КВН «Нові вірмени».